# Вільям Роксбер
Вільям Роксбер (англ. William Roxburgh) — британський ботанік.

## Біографія

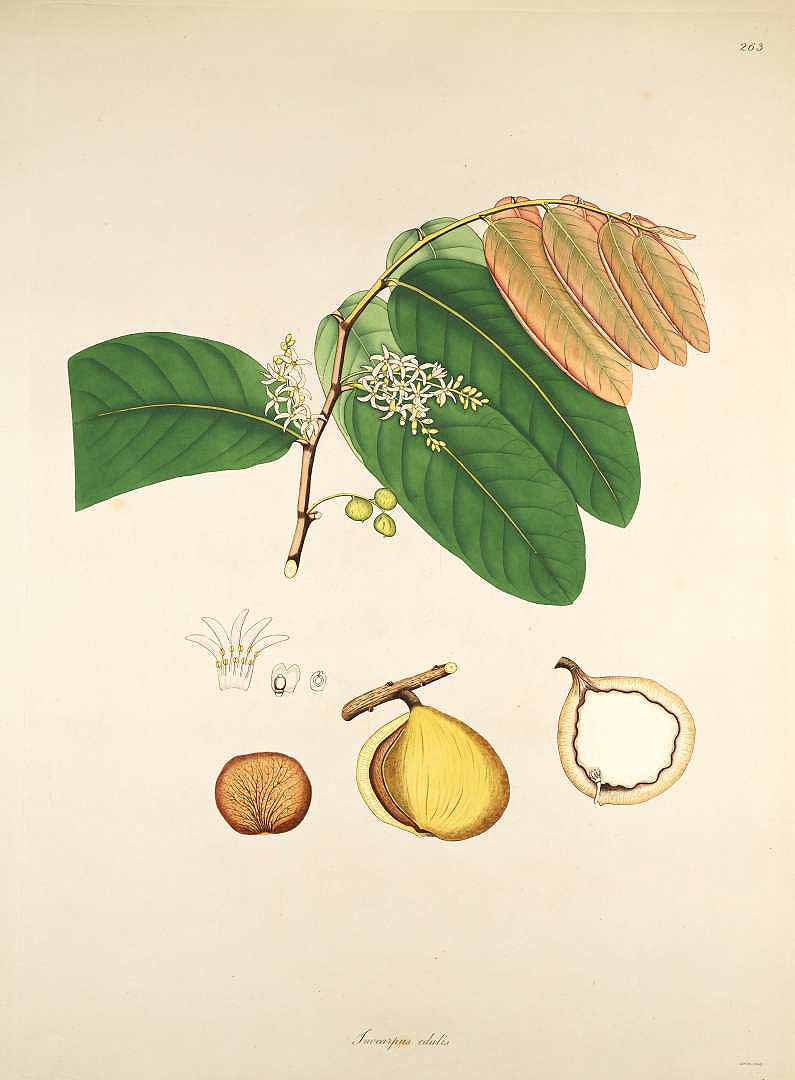
Зображення Inocarpus fagifer у книзі Роксбера «Plants of the coast of Coromandel»

Народився 29 червня 1751 року в Ейрширі у небагатій родині. Отримав ліберальну освіту в Единбурзькому університеті, де вивчав медицину і отримав ліцензію помічника хірурга. Згодом починає захоплюватися дослідженнями флори і з допомогою професора ботаніки Джона Хоупа (англ. John Hope) отримав призначення на кораблі Британської Ост-Індської компанії. У перервах між експедиціями завершує навчання та отримує пропозицію від лікарні у Мадрасі, Індія. Там він знайомиться з учнем Ліннея натуралістом Йоганном Кенігом, з яким вони здійснюють експедиції аж до смерті Кеніга у 1785 році. Після підвищення до звання хірурга Роксбер переїздить у Самалькоту, Північний Саркас, Індія за 200 миль на північ від Мадрасу. На новому місці він ретельно вивчає місцеву флору та засновує ботанічний сад на 50 акрах, де вирощує каву, перець, хлібне дерево, корицю, індиго, опунцію, розводить червців та бенгальських шовкопрядів. У 1789 році Роксбер наймає двох художників, що створюють йому від 400 до 500 малюнків рослин. Його дослідження зацікавлюють сера Джозефа Бенкса, що запрошує Роксбера надсилати йому рослини для класифікації. Ілюстрації, що він надсилає Бенксу, починають публікувати у тритомному виданні «Plants of the coast of Coromandel». В 1790 році займає посаду ботаніка та натураліста Британської Ост-Індської компанії. У 1799 та 1805 році він повертається у Велику Британію для одужання. У 1813 році він відмовляється від експедиції до мису Доброї Надії за станом здоров'я. 18 лютого 1815 року Вільям Роксбер помирає в Единбурзі.

## Визнання
Дослідження Роксбера було опубліковане після його смерті у книзі «Flora Indica, Or Descriptions of Indian Plants» у 1834 році.
У його честь названа Rosa roxburghii. Роксбер класифікував рослину як microphylla, проте цю назву уже зайняв Рене Луїш Дефонтен для іншого виду в 1798 році. Тому рослину переназвав Леопольд Тратинник у честь першовідкривача у 1798.